# Maharu Yoshimura
Maharu Yoshimura (吉村 真晴?, Yoshimura Maharu; 3 agosto 1993) è un tennistavolista giapponese.

## Carriera
All'apice della carriera raggiunse la finale della categoria Team alle Olimpiadi di Rio de Janeiro 2016, ma dovette arrendersi in finale alla Cina. 
È l'attuale campione mondiale nel doppio misto.

## Palmarès
- Giochi olimpici estivi:

Rio de Janeiro 2016: argento a squadre.
- Mondiali:

Suzhou 2015: argento nel doppio misto.
Kuala Lumpur 2016: argento a squadre.
Düsseldorf 2017: oro nel doppio misto e bronzo a squadre.